# Jean Bodel
Jean Bodel (Jeahan Bodel, 1165 - 1210) fue un trovero y poeta francés que vivió en Arrás a finales del siglo XII.
Es autor de algunos cantares de gesta, como la Chanson des Saisnes, que narra la guerra del rey Carlomagno contra los sajones y su rey Viduquindo, al cual Bodel llama Guiteclin. También escribió una antigua representación teatral sobre un milagro denominada Jeu de Saint Nicolas que cuenta la historia de cómo San Nicolás forzó a unos ladrones a devolver un tesoro robado.
Se le conoce por haber clasificado los temas legendarios y ciclos literarios de su época de acuerdo con tres materias: la materia de Roma, que engloba las obras que versan sobre la Antigüedad clásica; la materia de Bretaña, referida al tema artúrico; y la materia de Francia, que versa sobre Carlomagno y sus paladines.
Es también representante del género del congé, dado en Arrás y que también representan autores como Baude Fastoul o Adam de la Halle. Cultivó, de la misma forma, los fabliaux, cuentos escritos con el propósito de provocar la risa, y que para conseguirlo se centra en ambientes y personajes reales y vulgares. 
En el año 1202, Bodel contrajo lepra e ingresó en un lazareto.